# 福科涅和拉梅尔
福科涅和拉梅尔（法語：Faucogney-et-la-Mer，法語發音：[fokɔɲɛ e la mɛʁ]）是法国上索恩省的一个市镇，属于吕尔区。

## 地理
福科涅和拉梅尔（47°50'32"N, 6°33'49"E）面积14.14 平方千米，位于法国勃艮第-弗朗什-孔泰大區上索恩省，该省份为法国东部内陆省份，北起顺时针与孚日省、贝尔福地区省、杜省、汝拉省、科多尔省和上马恩省接壤。
与福科涅和拉梅尔接壤的市镇（或旧市镇、城区）包括：阿蒙和埃夫勒内、埃克罗马尼、泰尔尼艾-默莱和圣伊莱尔、拉瓦夫尔、塞尔旺斯-米耶兰。
福科涅和拉梅尔的时区为UTC+01:00、UTC+02:00（夏令时）。

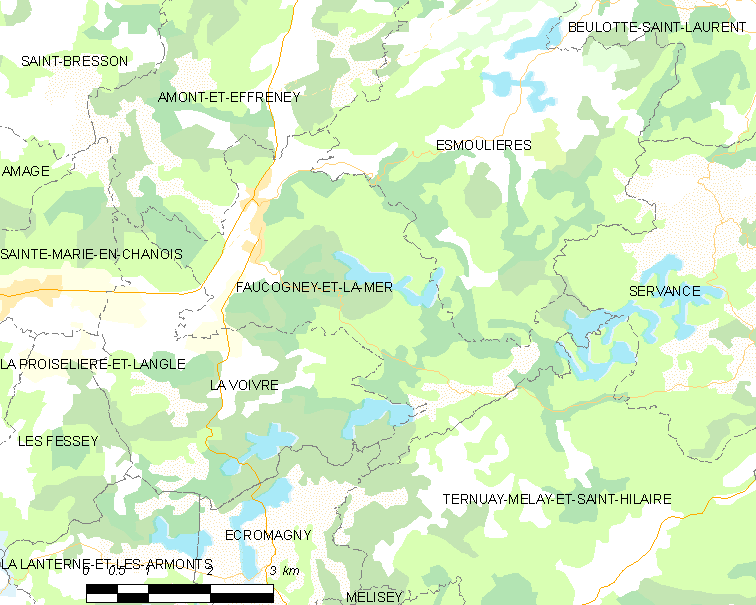
福科涅和拉梅尔的OSM定位图

## 行政
福科涅和拉梅尔的邮政编码为70310，INSEE市镇编码为70227。

## 政治
福科涅和拉梅尔所属的省级选区为梅利塞县。

## 人口

1962-2008年间福科涅和拉梅尔人口变化图示

福科涅和拉梅尔于2022年1月1日时的人口数量为446人。